# 圣蒂博 (埃纳省)
圣蒂博（法語：Saint-Thibaut，法語發音：[sɛ̃ tibo]）是法国上法蘭西大區埃纳省的一个旧市镇，属于苏瓦松区。2022年，圣蒂博与市镇韦勒河畔巴佐什合并为新市镇巴佐什和圣蒂博。

## 地理
圣蒂博（49°17'58"N, 3°37'3"E）面积4.13 平方千米，位于法国上法蘭西大區埃纳省，该省份为法国北部内陆省份，北起北部省，西接索姆省和瓦兹省，东临阿登省和马恩省，西南至塞纳-马恩省，东北部与比利时接壤。
与圣蒂博接壤的市镇（或旧市镇、城区）包括：韦勒河畔巴佐什、谢里-沙特勒沃、蒙圣马丹、萨瓦城。
圣蒂博的时区为UTC+01:00、UTC+02:00（夏令时）。

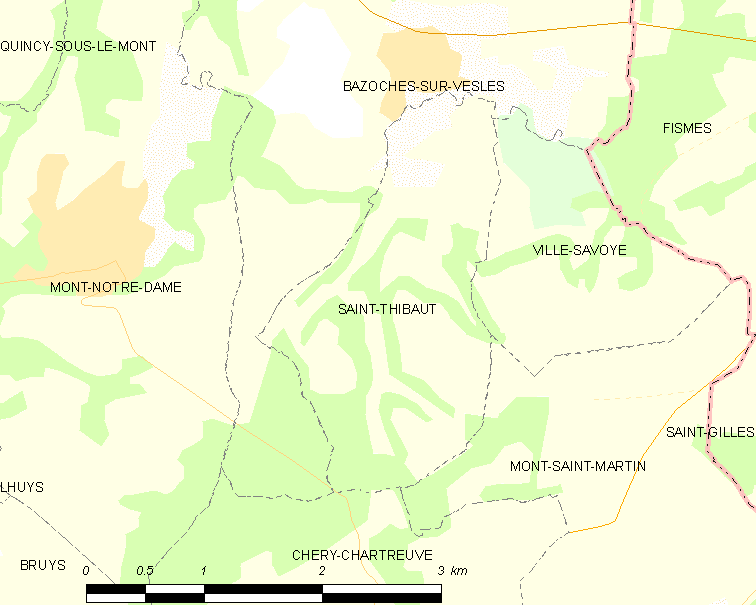
圣蒂博的OSM定位图

## 行政
圣蒂博的邮政编码为02220，INSEE市镇编码为02695。

## 政治
圣蒂博所属的省级选区为塔德努瓦地区费尔县。

## 人口

1962-2008年间圣蒂博人口变化图示

圣蒂博于2019年1月1日时的人口数量为81人。